# Museu de Geologia Valentí Masachs

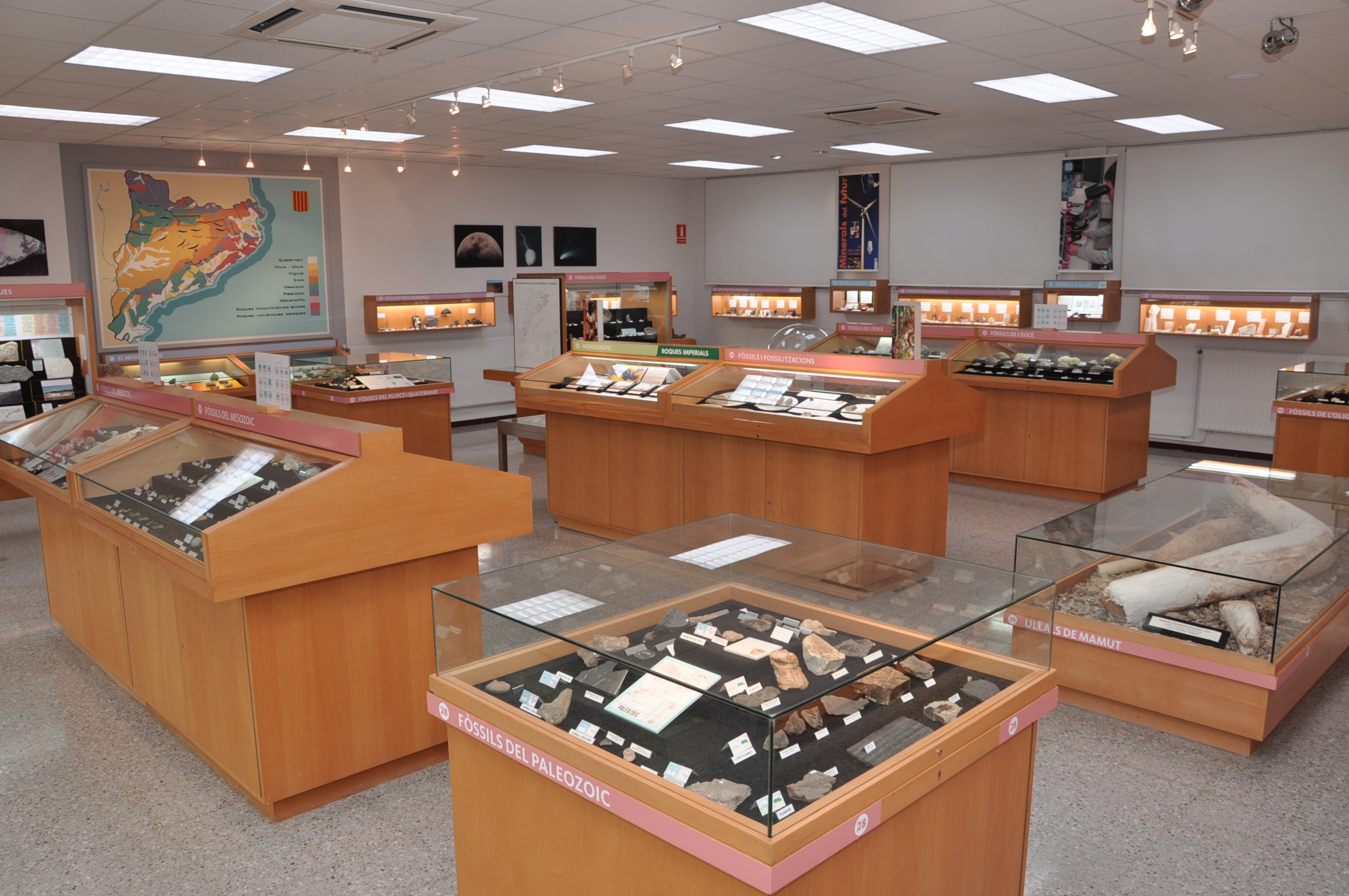
Interior del Museu

El Museu de Geologia Valentí Masachs és un museu ubicat a les instal·lacions de l'Escola Politècnica Superior d'Enginyeria de Manresa (UPC), que mostra una extensa col·lecció de peces relacionades amb la mineralogia i la paleontologia.
El museu té com a objectiu principal apropar el seu fons a tota mena de públic, particularment a estudiants i professors, oferint la possibilitat de conèixer aquests elements naturals, les seves aplicacions, formació i característiques, complementant l'explicació de la seva utilitat amb el respecte al medi ambient i la natura que els envolta. La major part de les despeses del museu són sufragades per la Universitat Politècnica de Catalunya, amb la col·laboració de l'Ajuntament de Manresa i el patrocini d'algunes empreses.
El museu va ser fundat el 1980. El fons de la col·lecció va partir dels materials recollits pel primer director del museu, el doctor Valentí Masachs i Alavedra, i pels seus primers membres. Posteriorment ha estat ampliat amb fons particulars, intercanvis i adquisicions, que configura una gran mostra de minerals, roques i fòssils. Algunes de les col·leccions més destacades que integren aquest fons són les de Josep Lluís Serch i Valls, Carles Curto i Milà, Josep Closas i Miralles i Jaume Serrate. L'any 2007 el museu va inaugurar l'espai “Àrea de Reflexió”, on el visitant pot aprendre i reflexionar sobre temàtiques relacionades amb els objectius del museu: “La Terra s'esgota”, “Radioactivitat”, “Pros i contres” i “Minerals i persones”. L'any 2008 va inaugurar una exposició amb una vintena de roques que decoraven palaus i cases de l'Imperi Romà. L'any 2011 va inaugurar una exposició amb el títol "Minerals del futur", que mostrava materials que cada vegada tenen més utilitats en la societat. El juny del 2014, es va inaugurar l'exposició "Donacions, llegats i dipòsits paleontològics".